# Martin Brudermüller

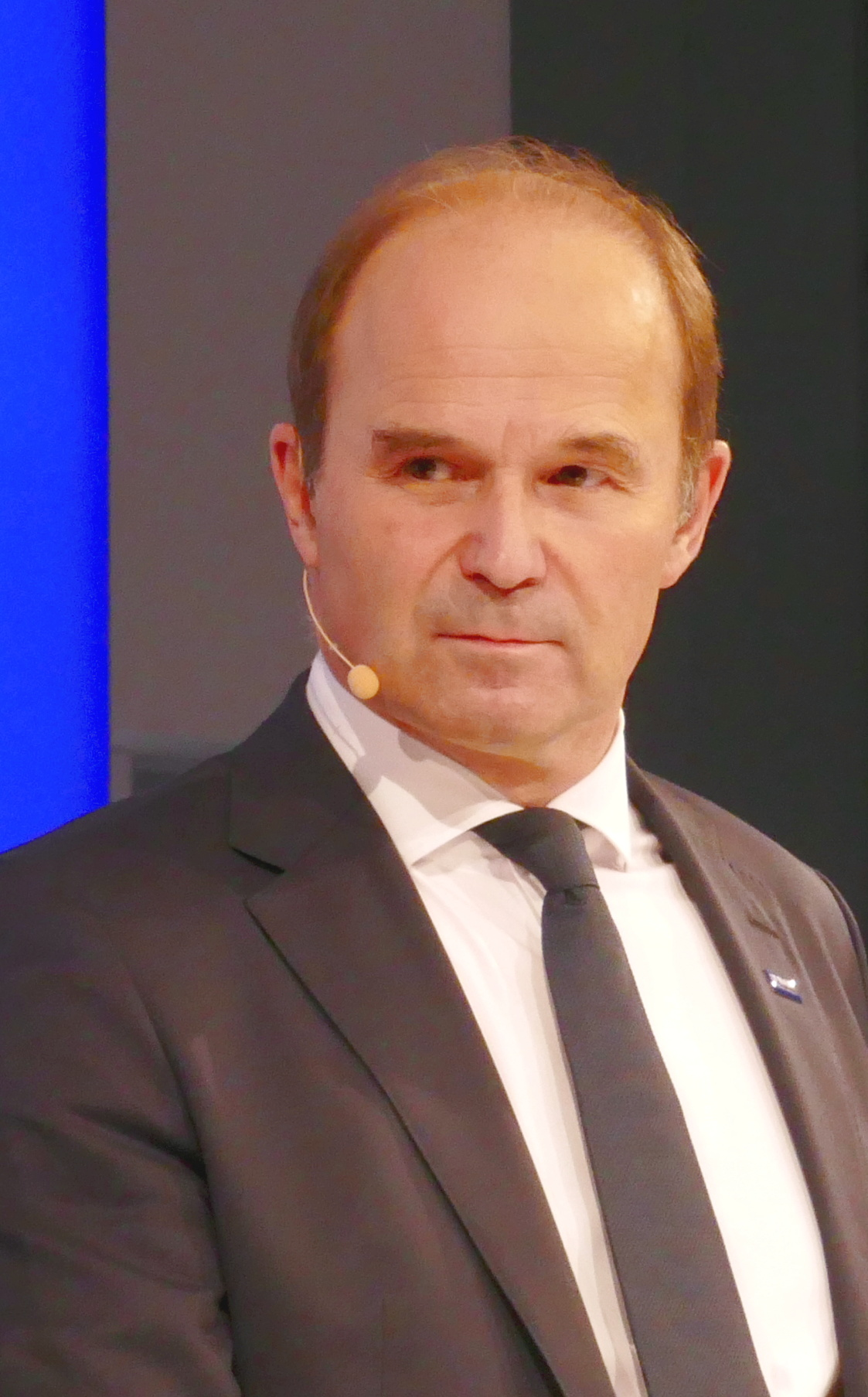
Martin Brudermüller (2018)

Martin Brudermüller (* 5. Mai 1961 in Stuttgart) ist ein deutscher Chemiker und Manager. Er war von 2018 bis 2024 Vorstandsvorsitzender von BASF. Seit 2024 ist er Aufsichtsratsvorsitzender der Mercedes-Benz Group.

## Leben
Von 1980 an studierte er Chemie an der Universität Karlsruhe und erhielt dort 1985 sein Diplom. Nach der 1987 ebenfalls dort erfolgten Promotion (Doktorvater: Hans Musso) absolvierte er einen Postdoc-Aufenthalt an der University of California, Berkeley. Im Folgejahr begann Brudermüllers berufliche Tätigkeit als Chemiker im Ammoniaklabor der BASF. 1993 wechselte er in den Bereich New Business Development/Marketing im Unternehmensbereich Zwischenprodukte. 1995 wurde er zur BASF Italia Spa, Mailand, als Head of Marketing and Sales Zwischenprodukte abgeordnet. Ab 1997 gehörte er zum Stab des stellvertretenden Vorstandsvorsitzenden. Nach weiterem Einsatz als Director Produktion Fettlösliche Vitamine, Unternehmensbereich Feinchemie ab  1999, stieg er in den Folgejahren  zum Senior Vice President Strategische Planung BASF-Gruppe, President Unternehmensbereich Functional Polymers und zum Mitglied des Vorstands der BASF Aktiengesellschaft (seit 14. Januar 2008 BASF SE) auf.
Seit 2011 war er Stellvertretender Vorstandsvorsitzender der BASF SE und verantwortlich für die Bereiche Petrochemicals, Monomers, Intermediates, Process Research and Chemical Engineering sowie Corporate Technology and Operational Excellence und BASF New Business. Der BASF-Aufsichtsrat berief ihn am 21. Dezember 2017 zum neuen Vorstandsvorsitzenden. Dieses Amt trat er nach Ablauf der Hauptversammlung am 4. Mai 2018 an. Diese Bestellung wurde bis zum Ende der Hauptversammlung 2024 verlängert.
Am 8. Mai 2024 übernahm Brudermüller als Nachfolger von Bernd Pischetsrieder den Vorsitz des Aufsichtsrats der Mercedes-Benz Group.
Zudem war er seit Oktober 2011 Stellvertretender Vorsitzender des Beirats von Styrolution und seit April 2012 Mitglied des Asien-Pazifik-Ausschusses der Deutschen Wirtschaft, Sprecher für China.
Auf Vorschlag der CDU-Landtagsfraktion in Rheinland-Pfalz wurde Brudermüller zum Mitglied der 17. Bundesversammlung gewählt.

## Mitgliedschaften
- Mitglied im Board of Directors Accenture plc seit 2024[7]
- Mitglied im Aufsichtsrat der Mercedes-Benz Group AG und der Mercedes-Benz AG seit 2021[8]
- Präsident von CEFIC seit 2020[9]
- Mitglied im Wirtschaftsbeirat der Grünen Bundestagsfraktion
- Mitglied des Senats der Max-Planck-Gesellschaft seit 2017
- Vertreter des VCI bei BDI und BDA seit 2015
- Mitglied des Senats bei acatech – Deutsche Akademie der Technikwissenschaften seit 2015[10]
- Mitglied des Kuratoriums im Fonds der Chemischen Industrie seit 2015